# Teclado electrónico

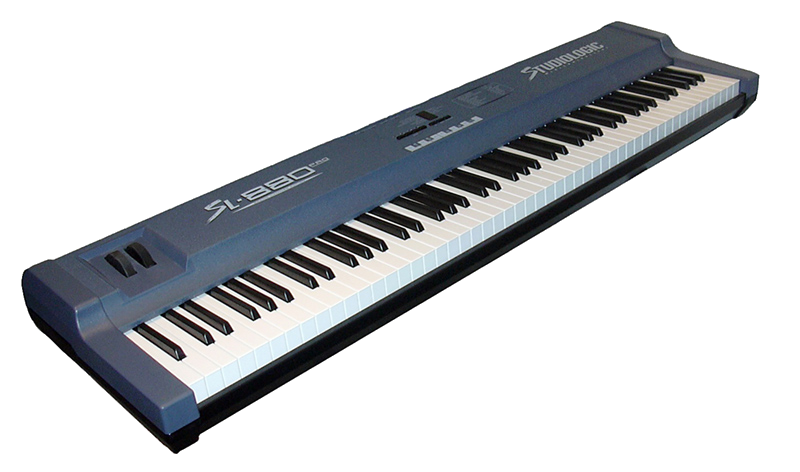
Un teclado electrónico.

Un teclado electrónico es un instrumento de teclado que generalmente puede reproducir muchos sonidos, similares o no a los que producen otros instrumentos musicales. 
En algunos casos, su funcionamiento se basa en mecanismos eléctricos, electrónicos o digitales que crean los sonidos. Aquí se encuentran tanto los sintetizadores como otros instrumentos originalmente creados para imitar pianos (Rhodes, Piacen) mediante muestras musicales de sonidos previamente grabados. Estos pueden venir fijos “de fábrica”, o ser capturados y manipulados mediante un sampleador. 
Una de las primeras versiones de este tipo de teclado fue el Mellotron, el cual reproducía muestras de instrumentos reales grabados en cintas, con una muestra diferente para cada nota.
También hay teclados que combinan las dos facetas de los dos anteriores, incluyendo tanto instrumentos como pueden ser la guitarra, el piano, la trompeta, etc., como sonidos de palmadas, números en inglés o castellano.
Los teclados electrónicos completos de piano incluyen 88 teclas, 36 negras y 52 blancas. Si además incluye pedales, se le puede considerar un piano electrónico o piano digital.
Los teclados electrónicos pueden contar con teclas iluminadas, para facilitar el aprendizaje del piano, incluso en combinación con un editor de partituras.
Los sintetizadores y sampleadores no necesariamente cuentan con un teclado para ser tocados. En los últimos años se han desarrollado teclados controladores MIDI, los cuales no producen sonidos por sí mismos, sino que envían señales MIDI a un sintetizador, sampleador u ordenador capaz de interpretarlos y traducirlos en sonidos en tiempo real.